# Standard Life Centre
Das Standard Life Centre ist ein Bürogebäude in Toronto, Ontario, Kanada. Das Gebäude wurde 1984 fertiggestellt und wurde von den Architekten Arthur C.F. Lau im modernen Architekturstil entworfen. Das Gebäude zeichnet sich durch eine Vorhängefassade aus Granit aus. Es befindet sich auf der 121 King Street West und erreicht eine Höhe von 110 Metern und verfügt über 26 Etagen. In dem Gebäude befindet sich der Hauptsitz des schottischen Finanzdienstleistungsunternehmen Standard Life.